# Sylvia (pel·lícula de 1965)
Sylvia és una pel·lícula estatunidenca dirigida per Gordon Douglas, estrenada l'any 1965.

## Argument
Sylvia West és una jove poetessa que està compromesa amb Frederic Summers, un excèntric milionari. Summers, que sempre ha temut que les dones el volguessin només pels seus diners, decideix investigar la vida de la seva promesa

## Repartiment
- Carroll Baker: Sylvia
- George Maharis: Alan Macklin
- Joanne Dru: Jane Phillips
- Peter Lawford: Frederick Summers
- Viveca Lindfors: Irma Olanski
- Edmond O'Brien: Oscar Stewart
- Aldo Ray: Mr. Karoki
- Ann Sothern: Grace Argona
- Lloyd Bochner: Bruce Stanford III
- Paul Gilbert: Lola Diamond
- Jay Novello: el pare Gonzales
- Nancy Kovack: Big Shirley
- Paul Wexler: Peter Memel
- Connie Gilchrist: Molly Baxter
- Gene Lió s: Gavin Cullen
- Anthony Caruso: Músculs
- Jean Del Val: mestre d'hotel
- Gavin Gordon: majordom

## Producció
La pel·lícula es va basar en una novel·la d'E. V. Cunningham, el pseudònim de [Howard Fast]. La novel·la va ser publicada per Doubleday el 1960 i va ser prou popular com per que Fast escrivís altres novel·les de suspens amb el pseudònim d'E V. Cunningham, amb títols que eren noms de les dones. (Penélope )
Els drets de la pel·lícula van ser comprats pel productor Martin Poll l'abril de 1961. Poll va dir que la pel·lícula era "una història d'amor plena de suspens". El set original de la pel·lícula era a la Paramount, com una coproducció amb Paul Newman i l'empresa de Martin Ritt - Newman Ritt Direct. Impact Films Plans 3. Fast va ser contractat per escriure un guió i el rodatge va ser programat per a començar el desembre de 1961. Això no va succeir.
El projecte es va reactivar el 1964 amb Sydney Boehm escrivint el guió i Robert Reed com a possible protagonista. Carroll Baker, que acabava de fet  El Carpetbaggers  i  Mister Moses  va ser contractada per fer el paper protagonista. David Miller va signar per dirigir-la. El paper principal masculí finalment va anar a George Maharis, que feia poc havia deixat l'elenc de la sèrie dramàtica de la CBS  Ruta 66  després de recuperar-se d'un atac d'hepatitis que havia contret durant la filmació d'aquesta sèrie. Durant la filmació de Sylvia, Miller va ser reemplaçat per Gordon Douglas.

## Rebuda
Bosley Crowther, del New York Times la defineix com a "paròdia ... és difícil dir si Carroll Baker ... és pitjor que l'script... Tots dos són increïblement horribles. La senyoreta Baker és inert com un pal, i el guió ... és una col·lecció de tots els clixés de la literatura bordell " i deia que Gordon Douglas i Martin Poll" haurien de llençar les seves credencials com a directors " 